# Гребля Фум-Газеле
Гребля Фум-Газеле (Foum Gazelle) – гідротехнічна споруда на півночі Алжиру.
Греблю спорудили у 1986 – 2000 роках в південній частині гір Орес на уеді Ель-Хай (El Hai), що приєднується праворуч до уеду Сіді-Зарзур, який є лівою притокою уеду Джеді (Djedi), що несе води до безстічного басейну озера Шотт-Мельгір. Водозбірний басейн вище від споруди складає 1660 км2, а її призначенням є іригація та захист від повеней.
В межах проекту долину уеду перекрили земляною греблею із глиняним ядром висотою 43 метра, довжиною 370 (за іншими даними – 685) метрів та шириною по гребеню 8,5 метра. Висота гребеню споруди знаходиться на позначці 390 метрів НРМ. Водоскидна споруда у правобережній частині греблі може скидати під час повені до 3 тисяч м3/с.
Гребля утворила водосховище об’ємом 55,5 млн м3 та мертвим об’ємом 7 млн м3. Щорічна втрата об’єму унаслідок замулення оцінюється у 0,25 млн м3. Нормальна висота поверхні сховища знаходиться на позначці 384 метра НРМ, а під час повені може зростати до 388 метрів НРМ.